# 司悠司
司 悠司（つかさ ゆうじ、1959年 - 2019年）は日本の小説家。東京都出身。日本大学法学部卒業。
1989年、第6回小説新潮新人賞に応募した小説『ムルンド文学案内』が、筒井康隆、井上ひさし両選考委員に評価され、小説家としてデビューする。
以後、『小説CLUB』、『小説中公』など中心に、歴史、ミステリー、パロディ、SF、ホラーの各ジャンルをミックスしたような短篇小説を発表。また、本に関するエッセイを『東京タイムズ』、『翻訳の世界』などに発表していた。ASAHIネットが文芸ネットを標榜していた頃、パスカル短編小説文学賞の会議室を中心に著八怪のハンドル名（司悠司名併記）で積極的に活動していたが、後に筒井康隆と衝突してASAHIネットを去った。
晩年は才能が枯渇したのか、作品を発表することがなかった。

## 作品リスト
- 『超過激読書宣宣言』青弓社、1991年
- 『豊臣三国志 - 南柯亭夢筆著「軍書狂夫午睡之夢」より』（現代語訳）出帆新社、1994年
- 『ぼくは小説家になった』イースト・プレス、1994年
- 『日本史腹黒人物伝』五月書房、1995年
- 『忍者太閤秀吉』C★NOVELS 中央公論新社、1996年 中公文庫、2016
- 『覇王スサノオ伝説』L・NOVELS ロングセラーズ、1997年
- 『エスパーミュウ 超おサワがせ学園』新声社、1999年
- 『文庫ハンターの冒険』学陽書房、2003年